# ضاحی خلفان تمیم
ضاحی خلفان تمیم المهیری (زاده ۱۹۵۱) سپهبد و فرمانده نیروهای پلیس دبی در امارات عربی متحده است.
او در دبی متولد شد و در کالج سلطنتی پلیس امان تحصیل کرد. او دارای ۳ پسر و ۲ دختر است.

## سخنان جنجالی
- در ۱۷ مهر ۱۳۹۶ در توئیتی اعلام کرد، بحران دیپلماتیک قطر می‌تواند پایان یابد اگر دوحه میزبانی جام جهانی ۲۰۲۲ را به کشور دیگری واگذار کند.
- از جمله جنجالات «ضاحی خلفان» معاون رئیس پلیس دبی، این‌که، وی در صفحه توئیتر خود اظهار داشته‌است: «ایران در زمان خلیفه دوم، عمر، یکی از ولایات مملکت اسلام بود و در زمان صفویه شیعه شد و بر همین اساس باید به دوره قبل از صفویان بازگردد»[۱]
- وی در تحقیقات خود درباره ترور محمود المبوح در دبی گفت : امروز منطقه پر از جاسوس است و آنچه امروز در ایران اتفاق می افتد فوق العاده است و اینکه ثبات ایران ثبات در منطقه است و مقابله با ایران به نفع منطقه نیست.[۲]